# Ruta d'Occitània 2021
La Ruta d'Occitània 2021, 45a edició de la Ruta d'Occitània, es disputà entre el 10 i el 13 de juny de 2021 en un recorregut de 698,2 km repartits entre quatre etapes, amb inici a Càsols de Besièrs i final a Dulhac jos Pèirapertusa. La cursa formava part del calendari de l'UCI Europa Tour 2021, amb una categoria 2.1.
El vencedor final fou el català Antonio Pedrero (Team Movistar), que s'imposà a Jesús Herrada (Cofidis) i Óscar Rodríguez Garaicoechea (Astana-Premier Tech), segon i tercer respectivament.

## Equips
L'organització convidà a prendre part en la cursa a vint equips:
| WorldTeams (8)- AG2R Citroën Team - Astana-Premier Tech - Cofidis - EF Education-Nippo - Groupama-FDJ - Ineos Grenadiers - Movistar Team - Trek-Segafredo ProTeams (8)- B&B Hotels p/b KTM - Burgos-BH - Caja Rural-Seguros RGA - Delko - Equipo Kern Pharma - Euskaltel-Euskadi - Arkéa-Samsic - Total Direct Énergie Equips continentals (3)- Saint Michel-Auber 93 - Bike Aid - Xelliss-Roubaix Lille Métropole Equip nacional- França |
| |

## Etapes
| Etapa    | Data       | Ciutats d'etapa                       | type                    | Distància (km) | Vencedor de l'etapa   | Líder de la general   |
| -------- | ---------- | ------------------------------------- | ----------------------- | -------------- | --------------------- | --------------------- |
| 1a etapa | 10 de juny | Càsols de Besièrs – La Cauna          | etapa de mitja muntanya | 156,5          | Andrea Vendrame       | Andrea Vendrame       |
| 2a etapa | 11 de juny | Vilafranca de Roergue – Aush          | etapa plana             | 198,7          | Arnaud Démare         | Andrea Vendrame       |
| 3a etapa | 12 de juny | Pèirahita e Nestalàs – Le Mourtis     | etapa de muntanya       | 191,8          | Antonio Pedrero López | Antonio Pedrero López |
| 4a etapa | 13 de juny | l'Avelhanet – Dulhac jos Pèirapertusa | etapa de mitja muntanya | 151,2          | Magnus Cort Nielsen   | Antonio Pedrero López |

### 1a etapa
| \| Classificació de l'etapa \| Classificació de l'etapa \| Classificació de l'etapa \| Classificació de l'etapa \| Classificació de l'etapa \| \| Corredor \| Corredor \| Equip \| Temps \| \| \| ------------------------ \| ------------------------ \| ------------------------ \| ------------------------ \| ------------------------ \| \| 1r \| Andrea Vendrame \| AG2R Citroën Team \| 3h 59' 41" \| \| \| 2n \| Magnus Cort Nielsen \| EF Education-Nippo \| + 4" \| \| \| 3r \| Jacopo Mosca \| Trek-Segafredo \| + 4" \| \| \| 4t \| Luis León Sánchez Gil \| Astana-Premier Tech \| + 4" \| \| \| 5è \| Jesús Herrada López \| Cofidis \| + 4" \| \| \| 6è \| Ben Swift \| Ineos Grenadiers \| + 4" \| \| \| 7è \| Tony Gallopin \| AG2R Citroën Team \| + 4" \| \| \| 8è \| Romain Hardy \| Arkéa-Samsic \| + 4" \| \| \| 9è \| Diego López \| Equipo Kern Pharma \| + 4" \| \| \| 10è \| Jhojan García \| Caja Rural-Seguros RGA \| + 4" \| \| |                       |                        |            |
| |                       |                        |            |
| Font: ProCyclingStats |                       |                        |            |
| Classificació de l'etapa |                       |                        |            |
| Corredor | Corredor              | Equip                  | Temps      |
| 1r | Andrea Vendrame       | AG2R Citroën Team      | 3h 59' 41" |
| 2n | Magnus Cort Nielsen   | EF Education-Nippo     | + 4"       |
| 3r | Jacopo Mosca          | Trek-Segafredo         | + 4"       |
| 4t | Luis León Sánchez Gil | Astana-Premier Tech    | + 4"       |
| 5è | Jesús Herrada López   | Cofidis                | + 4"       |
| 6è | Ben Swift             | Ineos Grenadiers       | + 4"       |
| 7è | Tony Gallopin         | AG2R Citroën Team      | + 4"       |
| 8è | Romain Hardy          | Arkéa-Samsic           | + 4"       |
| 9è | Diego López           | Equipo Kern Pharma     | + 4"       |
| 10è | Jhojan García         | Caja Rural-Seguros RGA | + 4"       |

| \| Classificació general \| Classificació general \| Classificació general \| Classificació general \| Classificació general \| \| Corredor \| Corredor \| Equip \| Temps \| \| \| --------------------- \| ------------------------ \| --------------------- \| --------------------- \| --------------------- \| \| 1r \| Andrea Vendrame \| AG2R Citroën Team \| 3h 59' 31" \| \| \| 2n \| Magnus Cort Nielsen \| EF Education-Nippo \| + 8" \| \| \| 3r \| Jacopo Mosca \| Trek-Segafredo \| + 10" \| \| \| 4t \| Jon Agirre Egaña \| Equipo Kern Pharma \| + 12" \| \| \| 5è \| José Manuel Díaz Gallego \| Delko \| + 13" \| \| \| 6è \| Luis León Sánchez Gil \| Astana-Premier Tech \| + 14" \| \| \| 7è \| Jesús Herrada López \| Cofidis \| + 14" \| \| \| 8è \| Ben Swift \| Ineos Grenadiers \| + 14" \| \| \| 9è \| Tony Gallopin \| AG2R Citroën Team \| + 14" \| \| \| 10è \| Romain Hardy \| Arkéa-Samsic \| + 14" \| \| |                          |                     |            |
| |                          |                     |            |
| Font: ProCyclingStats |                          |                     |            |
| Classificació general |                          |                     |            |
| Corredor | Corredor                 | Equip               | Temps      |
| 1r | Andrea Vendrame          | AG2R Citroën Team   | 3h 59' 31" |
| 2n | Magnus Cort Nielsen      | EF Education-Nippo  | + 8"       |
| 3r | Jacopo Mosca             | Trek-Segafredo      | + 10"      |
| 4t | Jon Agirre Egaña         | Equipo Kern Pharma  | + 12"      |
| 5è | José Manuel Díaz Gallego | Delko               | + 13"      |
| 6è | Luis León Sánchez Gil    | Astana-Premier Tech | + 14"      |
| 7è | Jesús Herrada López      | Cofidis             | + 14"      |
| 8è | Ben Swift                | Ineos Grenadiers    | + 14"      |
| 9è | Tony Gallopin            | AG2R Citroën Team   | + 14"      |
| 10è | Romain Hardy             | Arkéa-Samsic        | + 14"      |

### 2a etapa
| \| Classificació de l'etapa \| Classificació de l'etapa \| Classificació de l'etapa \| Classificació de l'etapa \| Classificació de l'etapa \| \| Corredor \| Corredor \| Equip \| Temps \| \| \| ------------------------ \| ------------------------ \| ------------------------------- \| ------------------------ \| ------------------------ \| \| 1r \| Arnaud Démare \| Groupama-FDJ \| 5h 01' 31" \| \| \| 2n \| Orluis Aular Sanabria \| Caja Rural-Seguros RGA \| + 0" \| \| \| 3r \| Jacopo Mosca \| Trek-Segafredo \| + 0" \| \| \| 4t \| Lorrenzo Manzin \| Total Direct Énergie \| + 0" \| \| \| 5è \| David González López \| Caja Rural-Seguros RGA \| + 0" \| \| \| 6è \| Romain Hardy \| Arkéa-Samsic \| + 0" \| \| \| 7è \| Thomas Boudat \| Arkéa-Samsic \| + 0" \| \| \| 8è \| Andrea Vendrame \| AG2R Citroën Team \| + 0" \| \| \| 9è \| Emiel Vermeulen \| Xelliss-Roubaix Lille Métropole \| + 0" \| \| \| 10è \| Lluís Mas Bonet \| Movistar Team \| + 0" \| \| |                       |                                 |            |
| |                       |                                 |            |
| Font: ProCyclingStats |                       |                                 |            |
| Classificació de l'etapa |                       |                                 |            |
| Corredor | Corredor              | Equip                           | Temps      |
| 1r | Arnaud Démare         | Groupama-FDJ                    | 5h 01' 31" |
| 2n | Orluis Aular Sanabria | Caja Rural-Seguros RGA          | + 0"       |
| 3r | Jacopo Mosca          | Trek-Segafredo                  | + 0"       |
| 4t | Lorrenzo Manzin       | Total Direct Énergie            | + 0"       |
| 5è | David González López  | Caja Rural-Seguros RGA          | + 0"       |
| 6è | Romain Hardy          | Arkéa-Samsic                    | + 0"       |
| 7è | Thomas Boudat         | Arkéa-Samsic                    | + 0"       |
| 8è | Andrea Vendrame       | AG2R Citroën Team               | + 0"       |
| 9è | Emiel Vermeulen       | Xelliss-Roubaix Lille Métropole | + 0"       |
| 10è | Lluís Mas Bonet       | Movistar Team                   | + 0"       |

| \| Classificació general \| Classificació general \| Classificació general \| Classificació general \| Classificació general \| \| Corredor \| Corredor \| Equip \| Temps \| \| \| --------------------- \| ------------------------ \| --------------------- \| --------------------- \| --------------------- \| \| 1r \| Andrea Vendrame \| AG2R Citroën Team \| 9h 01' 02" \| \| \| 2n \| Jacopo Mosca \| Trek-Segafredo \| + 6" \| \| \| 3r \| Magnus Cort Nielsen \| EF Education-Nippo \| + 8" \| \| \| 4t \| Jon Agirre Egaña \| Equipo Kern Pharma \| + 12" \| \| \| 5è \| José Manuel Díaz Gallego \| Delko \| + 13" \| \| \| 6è \| Romain Hardy \| Arkéa-Samsic \| + 14" \| \| \| 7è \| Ben Swift \| Ineos Grenadiers \| + 14" \| \| \| 8è \| Jesús Herrada López \| Cofidis \| + 14" \| \| \| 9è \| Luis León Sánchez Gil \| Astana-Premier Tech \| + 14" \| \| \| 10è \| Roger Adrià Oliveras \| Equipo Kern Pharma \| + 14" \| \| |                          |                     |            |
| |                          |                     |            |
| Font: ProCyclingStats |                          |                     |            |
| Classificació general |                          |                     |            |
| Corredor | Corredor                 | Equip               | Temps      |
| 1r | Andrea Vendrame          | AG2R Citroën Team   | 9h 01' 02" |
| 2n | Jacopo Mosca             | Trek-Segafredo      | + 6"       |
| 3r | Magnus Cort Nielsen      | EF Education-Nippo  | + 8"       |
| 4t | Jon Agirre Egaña         | Equipo Kern Pharma  | + 12"      |
| 5è | José Manuel Díaz Gallego | Delko               | + 13"      |
| 6è | Romain Hardy             | Arkéa-Samsic        | + 14"      |
| 7è | Ben Swift                | Ineos Grenadiers    | + 14"      |
| 8è | Jesús Herrada López      | Cofidis             | + 14"      |
| 9è | Luis León Sánchez Gil    | Astana-Premier Tech | + 14"      |
| 10è | Roger Adrià Oliveras     | Equipo Kern Pharma  | + 14"      |

### 3a etapa
| \| Classificació de l'etapa \| Classificació de l'etapa \| Classificació de l'etapa \| Classificació de l'etapa \| Classificació de l'etapa \| \| Corredor \| Corredor \| Equip \| Temps \| \| \| ------------------------ \| ---------------------------- \| ------------------------ \| ------------------------ \| ------------------------ \| \| 1r \| Antonio Pedrero López \| Movistar Team \| 5h 22' 05" \| \| \| 2n \| Jesús Herrada López \| Cofidis \| + 40" \| \| \| 3r \| Óscar Rodríguez Garaicoechea \| Astana-Premier Tech \| + 43" \| \| \| 4t \| Cristián Rodríguez Martín \| Total Direct Énergie \| + 46" \| \| \| 5è \| Simon Carr \| EF Education-Nippo \| + 46" \| \| \| 6è \| Giulio Ciccone \| Trek-Segafredo \| + 46" \| \| \| 7è \| Merhawi Kudus \| Astana-Premier Tech \| + 1' 18" \| \| \| 8è \| Élie Gesbert \| Arkéa-Samsic \| + 1' 21" \| \| \| 9è \| Mikel Bizkarra Etxegibel \| Euskaltel-Euskadi \| + 1' 23" \| \| \| 10è \| Julen Amézqueta Moreno \| Caja Rural-Seguros RGA \| + 1' 26" \| \| |                              |                        |            |
| |                              |                        |            |
| Font: ProCyclingStats |                              |                        |            |
| Classificació de l'etapa |                              |                        |            |
| Corredor | Corredor                     | Equip                  | Temps      |
| 1r | Antonio Pedrero López        | Movistar Team          | 5h 22' 05" |
| 2n | Jesús Herrada López          | Cofidis                | + 40"      |
| 3r | Óscar Rodríguez Garaicoechea | Astana-Premier Tech    | + 43"      |
| 4t | Cristián Rodríguez Martín    | Total Direct Énergie   | + 46"      |
| 5è | Simon Carr                   | EF Education-Nippo     | + 46"      |
| 6è | Giulio Ciccone               | Trek-Segafredo         | + 46"      |
| 7è | Merhawi Kudus                | Astana-Premier Tech    | + 1' 18"   |
| 8è | Élie Gesbert                 | Arkéa-Samsic           | + 1' 21"   |
| 9è | Mikel Bizkarra Etxegibel     | Euskaltel-Euskadi      | + 1' 23"   |
| 10è | Julen Amézqueta Moreno       | Caja Rural-Seguros RGA | + 1' 26"   |

| \| Classificació general \| Classificació general \| Classificació general \| Classificació general \| Classificació general \| \| Corredor \| Corredor \| Equip \| Temps \| \| \| --------------------- \| ---------------------------- \| ---------------------- \| --------------------- \| --------------------- \| \| 1r \| Antonio Pedrero López \| Movistar Team \| 14h 23' 11" \| \| \| 2n \| Jesús Herrada López \| Cofidis \| + 44" \| \| \| 3r \| Óscar Rodríguez Garaicoechea \| Astana-Premier Tech \| + 49" \| \| \| 4t \| Giulio Ciccone \| Trek-Segafredo \| + 56" \| \| \| 5è \| Cristián Rodríguez Martín \| Total Direct Énergie \| + 56" \| \| \| 6è \| Simon Carr \| EF Education-Nippo \| + 1' 19" \| \| \| 7è \| Merhawi Kudus \| Astana-Premier Tech \| + 1' 28" \| \| \| 8è \| Élie Gesbert \| Arkéa-Samsic \| + 1' 31" \| \| \| 9è \| Mikel Bizkarra Etxegibel \| Euskaltel-Euskadi \| + 1' 33" \| \| \| 10è \| Julen Amézqueta Moreno \| Caja Rural-Seguros RGA \| + 1' 36" \| \| |                              |                        |             |
| |                              |                        |             |
| Font: ProCyclingStats |                              |                        |             |
| Classificació general |                              |                        |             |
| Corredor | Corredor                     | Equip                  | Temps       |
| 1r | Antonio Pedrero López        | Movistar Team          | 14h 23' 11" |
| 2n | Jesús Herrada López          | Cofidis                | + 44"       |
| 3r | Óscar Rodríguez Garaicoechea | Astana-Premier Tech    | + 49"       |
| 4t | Giulio Ciccone               | Trek-Segafredo         | + 56"       |
| 5è | Cristián Rodríguez Martín    | Total Direct Énergie   | + 56"       |
| 6è | Simon Carr                   | EF Education-Nippo     | + 1' 19"    |
| 7è | Merhawi Kudus                | Astana-Premier Tech    | + 1' 28"    |
| 8è | Élie Gesbert                 | Arkéa-Samsic           | + 1' 31"    |
| 9è | Mikel Bizkarra Etxegibel     | Euskaltel-Euskadi      | + 1' 33"    |
| 10è | Julen Amézqueta Moreno       | Caja Rural-Seguros RGA | + 1' 36"    |

### 4a etapa
| \| Classificació de l'etapa \| Classificació de l'etapa \| Classificació de l'etapa \| Classificació de l'etapa \| Classificació de l'etapa \| \| Corredor \| Corredor \| Equip \| Temps \| \| \| ------------------------ \| ---------------------------- \| ------------------------ \| ------------------------ \| ------------------------ \| \| 1r \| Magnus Cort Nielsen \| EF Education-Nippo \| 3h 42' 54" \| \| \| 2n \| Gianluca Brambilla \| Trek-Segafredo \| + 18" \| \| \| 3r \| Tony Gallopin \| AG2R Citroën Team \| + 34" \| \| \| 4t \| Jesús Herrada López \| Cofidis \| + 44" \| \| \| 5è \| Óscar Rodríguez Garaicoechea \| Astana-Premier Tech \| + 54" \| \| \| 6è \| Clément Champoussin \| AG2R Citroën Team \| + 58" \| \| \| 7è \| Cristián Rodríguez Martín \| Total Direct Énergie \| + 58" \| \| \| 8è \| Julen Amézqueta Moreno \| Caja Rural-Seguros RGA \| + 1' 04" \| \| \| 9è \| Élie Gesbert \| Arkéa-Samsic \| + 1' 08" \| \| \| 10è \| Antonio Pedrero López \| Movistar Team \| + 1' 11" \| \| |                              |                        |            |
| |                              |                        |            |
| Font: ProCyclingStats |                              |                        |            |
| Classificació de l'etapa |                              |                        |            |
| Corredor | Corredor                     | Equip                  | Temps      |
| 1r | Magnus Cort Nielsen          | EF Education-Nippo     | 3h 42' 54" |
| 2n | Gianluca Brambilla           | Trek-Segafredo         | + 18"      |
| 3r | Tony Gallopin                | AG2R Citroën Team      | + 34"      |
| 4t | Jesús Herrada López          | Cofidis                | + 44"      |
| 5è | Óscar Rodríguez Garaicoechea | Astana-Premier Tech    | + 54"      |
| 6è | Clément Champoussin          | AG2R Citroën Team      | + 58"      |
| 7è | Cristián Rodríguez Martín    | Total Direct Énergie   | + 58"      |
| 8è | Julen Amézqueta Moreno       | Caja Rural-Seguros RGA | + 1' 04"   |
| 9è | Élie Gesbert                 | Arkéa-Samsic           | + 1' 08"   |
| 10è | Antonio Pedrero López        | Movistar Team          | + 1' 11"   |

## Classificacions finals

### Classificació general
| \| Classificació general \| Classificació general \| Classificació general \| Classificació general \| Classificació general \| \| Corredor \| Corredor \| Equip \| Temps \| \| \| --------------------- \| ---------------------------- \| ---------------------- \| --------------------- \| --------------------- \| \| 1r \| Antonio Pedrero López \| Movistar Team \| 18h 07' 16" \| \| \| 2n \| Jesús Herrada López \| Cofidis \| + 25" \| \| \| 3r \| Óscar Rodríguez Garaicoechea \| Astana-Premier Tech \| + 34" \| \| \| 4t \| Cristián Rodríguez Martín \| Total Direct Énergie \| + 43" \| \| \| 5è \| Giulio Ciccone \| Trek-Segafredo \| + 58" \| \| \| 6è \| Élie Gesbert \| Arkéa-Samsic \| + 1' 28" \| \| \| 7è \| Julen Amézqueta Moreno \| Caja Rural-Seguros RGA \| + 1' 29" \| \| \| 8è \| Merhawi Kudus \| Astana-Premier Tech \| + 1' 30" \| \| \| 9è \| Simon Carr \| EF Education-Nippo \| + 1' 31" \| \| \| 10è \| Mikel Bizkarra Etxegibel \| Euskaltel-Euskadi \| + 1' 44" \| \| |                              |                        |             |
| |                              |                        |             |
| Font: ProCyclingStats |                              |                        |             |
| Classificació general |                              |                        |             |
| Corredor | Corredor                     | Equip                  | Temps       |
| 1r | Antonio Pedrero López        | Movistar Team          | 18h 07' 16" |
| 2n | Jesús Herrada López          | Cofidis                | + 25"       |
| 3r | Óscar Rodríguez Garaicoechea | Astana-Premier Tech    | + 34"       |
| 4t | Cristián Rodríguez Martín    | Total Direct Énergie   | + 43"       |
| 5è | Giulio Ciccone               | Trek-Segafredo         | + 58"       |
| 6è | Élie Gesbert                 | Arkéa-Samsic           | + 1' 28"    |
| 7è | Julen Amézqueta Moreno       | Caja Rural-Seguros RGA | + 1' 29"    |
| 8è | Merhawi Kudus                | Astana-Premier Tech    | + 1' 30"    |
| 9è | Simon Carr                   | EF Education-Nippo     | + 1' 31"    |
| 10è | Mikel Bizkarra Etxegibel     | Euskaltel-Euskadi      | + 1' 44"    |

### Classificacions secundàries
| Classificació per punts | Classificació per punts      | Classificació per punts | Classificació per punts | Classificació per punts |
| Corredor                | Corredor                     | Equip                   | Punts                   |                         |
| ----------------------- | ---------------------------- | ----------------------- | ----------------------- | ----------------------- |
| 1r                      | Andrea Vendrame              | AG2R Citroën Team       | 34 pts                  |                         |
| 2n                      | Magnus Cort Nielsen          | EF Education-Nippo      | 32 pts                  |                         |
| 3r                      | Jesús Herrada López          | Cofidis                 | 32 pts                  |                         |
| 4t                      | Jacopo Mosca                 | Trek-Segafredo          | 30 pts                  |                         |
| 5è                      | Arnaud Démare                | Groupama-FDJ            | 20 pts                  |                         |
| 6è                      | Tony Gallopin                | AG2R Citroën Team       | 20 pts                  |                         |
| 7è                      | Romain Hardy                 | Arkéa-Samsic            | 18 pts                  |                         |
| 8è                      | Óscar Rodríguez Garaicoechea | Astana-Premier Tech     | 17 pts                  |                         |
| 9è                      | Antonio Pedrero López        | Movistar Team           | 16 pts                  |                         |
| 10è                     | Gianluca Brambilla           | Trek-Segafredo          | 13 pts                  |                         |

| Classificació per punts | Classificació per punts      | Classificació per punts | Classificació per punts | Classificació per punts |
| Corredor                | Corredor                     | Equip                   | Punts                   |                         |
| ----------------------- | ---------------------------- | ----------------------- | ----------------------- | ----------------------- |
| 1r                      | Andrea Vendrame              | AG2R Citroën Team       | 34 pts                  |                         |
| 2n                      | Magnus Cort Nielsen          | EF Education-Nippo      | 32 pts                  |                         |
| 3r                      | Jesús Herrada López          | Cofidis                 | 32 pts                  |                         |
| 4t                      | Jacopo Mosca                 | Trek-Segafredo          | 30 pts                  |                         |
| 5è                      | Arnaud Démare                | Groupama-FDJ            | 20 pts                  |                         |
| 6è                      | Tony Gallopin                | AG2R Citroën Team       | 20 pts                  |                         |
| 7è                      | Romain Hardy                 | Arkéa-Samsic            | 18 pts                  |                         |
| 8è                      | Óscar Rodríguez Garaicoechea | Astana-Premier Tech     | 17 pts                  |                         |
| 9è                      | Antonio Pedrero López        | Movistar Team           | 16 pts                  |                         |
| 10è                     | Gianluca Brambilla           | Trek-Segafredo          | 13 pts                  |                         |

| Classificació de la muntanya | Classificació de la muntanya | Classificació de la muntanya | Classificació de la muntanya | Classificació de la muntanya |
| Corredor                     | Corredor                     | Equip                        | Punts                        |                              |
| ---------------------------- | ---------------------------- | ---------------------------- | ---------------------------- | ---------------------------- |
| 1r                           | Álvaro Cuadros               | Caja Rural-Seguros RGA       | 40 pts                       |                              |
| 2n                           | Tony Gallopin                | AG2R Citroën Team            | 16 pts                       |                              |
| 3r                           | Daniel Navarro García        | Burgos-BH                    | 16 pts                       |                              |
| 4t                           | Gianluca Brambilla           | Trek-Segafredo               | 14 pts                       |                              |
| 5è                           | Mikel Iturria Segurola       | Euskaltel-Euskadi            | 14 pts                       |                              |
| 6è                           | Juri Hollmann                | Movistar Team                | 14 pts                       |                              |
| 7è                           | Magnus Cort Nielsen          | EF Education-Nippo           | 13 pts                       |                              |
| 8è                           | Jesús Herrada López          | Cofidis                      | 12 pts                       |                              |
| 9è                           | Antonio Pedrero López        | Movistar Team                | 10 pts                       |                              |
| 10è                          | Ángel Madrazo Ruiz           | Burgos-BH                    | 9 pts                        |                              |

| Classificació de la muntanya | Classificació de la muntanya | Classificació de la muntanya | Classificació de la muntanya | Classificació de la muntanya |
| Corredor                     | Corredor                     | Equip                        | Punts                        |                              |
| ---------------------------- | ---------------------------- | ---------------------------- | ---------------------------- | ---------------------------- |
| 1r                           | Álvaro Cuadros               | Caja Rural-Seguros RGA       | 40 pts                       |                              |
| 2n                           | Tony Gallopin                | AG2R Citroën Team            | 16 pts                       |                              |
| 3r                           | Daniel Navarro García        | Burgos-BH                    | 16 pts                       |                              |
| 4t                           | Gianluca Brambilla           | Trek-Segafredo               | 14 pts                       |                              |
| 5è                           | Mikel Iturria Segurola       | Euskaltel-Euskadi            | 14 pts                       |                              |
| 6è                           | Juri Hollmann                | Movistar Team                | 14 pts                       |                              |
| 7è                           | Magnus Cort Nielsen          | EF Education-Nippo           | 13 pts                       |                              |
| 8è                           | Jesús Herrada López          | Cofidis                      | 12 pts                       |                              |
| 9è                           | Antonio Pedrero López        | Movistar Team                | 10 pts                       |                              |
| 10è                          | Ángel Madrazo Ruiz           | Burgos-BH                    | 9 pts                        |                              |

| Classificació del millor jove | Classificació del millor jove | Classificació del millor jove | Classificació del millor jove | Classificació del millor jove |
| Corredor                      | Corredor                      | Equip                         | Temps                         |                               |
| ----------------------------- | ----------------------------- | ----------------------------- | ----------------------------- | ----------------------------- |
| 1r                            | Simon Carr                    | EF Education-Nippo            | 18h 08' 47"                   |                               |
| 2n                            | José Félix Parra              | Equipo Kern Pharma            | + 45"                         |                               |
| 3r                            | Joan Bou                      | Euskaltel-Euskadi             | + 54"                         |                               |
| 4t                            | Clément Berthet               | Delko                         | + 1' 06"                      |                               |
| 5è                            | Roger Adrià Oliveras          | Equipo Kern Pharma            | + 1' 46"                      |                               |
| 6è                            | Jon Agirre Egaña              | Equipo Kern Pharma            | + 2' 29"                      |                               |
| 7è                            | Hugo Toumire                  | VC Rouen 76                   | + 2' 33"                      |                               |
| 8è                            | Clément Champoussin           | AG2R Citroën Team             | + 3' 03"                      |                               |
| 9è                            | Jhojan García                 | Caja Rural-Seguros RGA        | + 3' 17"                      |                               |
| 10è                           | Yuriy Natarov                 | Astana-Premier Tech           | + 5' 17"                      |                               |

| Classificació del millor jove | Classificació del millor jove | Classificació del millor jove | Classificació del millor jove | Classificació del millor jove |
| Corredor                      | Corredor                      | Equip                         | Temps                         |                               |
| ----------------------------- | ----------------------------- | ----------------------------- | ----------------------------- | ----------------------------- |
| 1r                            | Simon Carr                    | EF Education-Nippo            | 18h 08' 47"                   |                               |
| 2n                            | José Félix Parra              | Equipo Kern Pharma            | + 45"                         |                               |
| 3r                            | Joan Bou                      | Euskaltel-Euskadi             | + 54"                         |                               |
| 4t                            | Clément Berthet               | Delko                         | + 1' 06"                      |                               |
| 5è                            | Roger Adrià Oliveras          | Equipo Kern Pharma            | + 1' 46"                      |                               |
| 6è                            | Jon Agirre Egaña              | Equipo Kern Pharma            | + 2' 29"                      |                               |
| 7è                            | Hugo Toumire                  | VC Rouen 76                   | + 2' 33"                      |                               |
| 8è                            | Clément Champoussin           | AG2R Citroën Team             | + 3' 03"                      |                               |
| 9è                            | Jhojan García                 | Caja Rural-Seguros RGA        | + 3' 17"                      |                               |
| 10è                           | Yuriy Natarov                 | Astana-Premier Tech           | + 5' 17"                      |                               |

| Classificació per equips | Classificació per equips | Classificació per equips | Classificació per equips |
| Equip                    | Equip                    | Temps                    |                          |
| ------------------------ | ------------------------ | ------------------------ | ------------------------ |
| 1r                       | Astana-Premier Tech      | 54h 30' 44"              |                          |
| 2n                       | Equipo Kern Pharma       | + 39"                    |                          |
| 3r                       | Trek-Segafredo           | + 1' 54"                 |                          |
| 4t                       | Euskaltel-Euskadi        | + 7' 09"                 |                          |
| 5è                       | Arkéa-Samsic             | + 12' 01"                |                          |
| 6è                       | Movistar Team            | + 12' 57"                |                          |
| 7è                       | Caja Rural-Seguros RGA   | + 13' 17"                |                          |
| 8è                       | AG2R Citroën Team        | + 15' 10"                |                          |
| 9è                       | Delko                    | + 21' 37"                |                          |
| 10è                      | EF Education-Nippo       | + 31' 54"                |                          |

| Classificació per equips | Classificació per equips | Classificació per equips | Classificació per equips |
| Equip                    | Equip                    | Temps                    |                          |
| ------------------------ | ------------------------ | ------------------------ | ------------------------ |
| 1r                       | Astana-Premier Tech      | 54h 30' 44"              |                          |
| 2n                       | Equipo Kern Pharma       | + 39"                    |                          |
| 3r                       | Trek-Segafredo           | + 1' 54"                 |                          |
| 4t                       | Euskaltel-Euskadi        | + 7' 09"                 |                          |
| 5è                       | Arkéa-Samsic             | + 12' 01"                |                          |
| 6è                       | Movistar Team            | + 12' 57"                |                          |
| 7è                       | Caja Rural-Seguros RGA   | + 13' 17"                |                          |
| 8è                       | AG2R Citroën Team        | + 15' 10"                |                          |
| 9è                       | Delko                    | + 21' 37"                |                          |
| 10è                      | EF Education-Nippo       | + 31' 54"                |                          |

## Evolució de les classificacions
| Etapa                  | Vencedor               | Classificació general | Classificació per punts | Classificació de la muntanya | Classificació dels joves | Classificació per equips |
| ---------------------- | ---------------------- | --------------------- | ----------------------- | ---------------------------- | ------------------------ | ------------------------ |
| 1                      | Andrea Vendrame        | Andrea Vendrame       | Andrea Vendrame         | Álvaro Cuadros               | Jon Agirre               | AG2R Citroën             |
| 2                      | Arnaud Démare          | Andrea Vendrame       | Jacopo Mosca            | Álvaro Cuadros               | Jon Agirre               | AG2R Citroën             |
| 3                      | Antonio Pedrero        | Antonio Pedrero       | Jacopo Mosca            | Álvaro Cuadros               | Simon Carr               | Astana-Premier Tech      |
| 4                      | Magnus Cort            | Antonio Pedrero       | Andrea Vendrame         | Álvaro Cuadros               | Simon Carr               | Astana-Premier Tech      |
| Classificacions finals | Classificacions finals | Antonio Pedrero       | Andrea Vendrame         | Álvaro Cuadros               | Simon Carr               | Astana-Premier Tech      |

## Llista de participants
| Team Ineos INS | Team Ineos INS                     | Team Ineos INS |
| -------------- | ---------------------------------- | -------------- |
| Núm            | Ciclista                           | Pos            |
| 1              | Egan Bernal Gómez (COL)            | 1r             |
| 2              | Christopher Froome (GBR)           | 37è            |
| 3              | Andrey Amador Bikkazakova (CRC)    | 61è            |
| 4              | Jonathan Castroviejo Nicolás (ESP) | 54è            |
| 5              | Tao Geoghegan Hart (GBR)           | 52è            |
| 6              | Pàvel Sivakov (RUS)                | 2n             |
| 7              | Dylan van Baarle (NED)             | 73è            |

| AG2R La Mondiale ALM | AG2R La Mondiale ALM    | AG2R La Mondiale ALM |
| -------------------- | ----------------------- | -------------------- |
| Núm                  | Ciclista                | Pos                  |
| 11                   | Romain Bardet (FRA)     | 8è                   |
| 12                   | Benoît Cosnefroy (FRA)  | 57è                  |
| 13                   | Mikaël Cherel (FRA)     | 27è                  |
| 14                   | Tony Gallopin (FRA)     | 24è                  |
| 15                   | Pierre Latour (FRA)     | 47è                  |
| 16                   | Clément Venturini (FRA) | 62è                  |
| 17                   | Alexis Vuillermoz (FRA) | 12è                  |

| Bardiani CSF Faizanè BCF | Bardiani CSF Faizanè BCF | Bardiani CSF Faizanè BCF |
| ------------------------ | ------------------------ | ------------------------ |
| Núm                      | Ciclista                 | Pos                      |
| 21                       | Giovanni Carboni (ITA)   | 20è                      |
| 22                       | Marco Benfatto (ITA)     | DNF-3                    |
| 23                       | Giovanni Lonardi (ITA)   | 122è                     |
| 24                       | Alessandro Monaco (ITA)  | DNF-4                    |
| 25                       | Umberto Orsini (ITA)     | 88è                      |
| 26                       | Manuel Senni (ITA)       | 60è                      |
| 27                       | Filippo Zana (ITA)       | 78è                      |

| B&B Hotels-Vital Concept p/b KTM BVC | B&B Hotels-Vital Concept p/b KTM BVC | B&B Hotels-Vital Concept p/b KTM BVC |
| ------------------------------------ | ------------------------------------ | ------------------------------------ |
| Núm                                  | Ciclista                             | Pos                                  |
| 31                                   | Bryan Coquard (FRA)                  | 43è                                  |
| 32                                   | Frederik Backaert (BEL)              | 83è                                  |
| 33                                   | Cyril Barthe (FRA)                   | 79è                                  |
| 34                                   | Maxime Cam (FRA)                     | 126è                                 |
| 35                                   | Jens Debusschere (BEL)               | 82è                                  |
| 36                                   | Julien Morice (FRA)                  | 123è                                 |
| 37                                   | Kévin Réza (FRA)                     | 113è                                 |

| Cofidis COF | Cofidis COF              | Cofidis COF |
| ----------- | ------------------------ | ----------- |
| Núm         | Ciclista                 | Pos         |
| 41          | Elia Viviani (ITA)       |             |
| 42          | Simone Consonni (ITA)    | 101è        |
| 43          | Marco Mathis (GER)       | 124è        |
| 44          | Christophe Laporte (FRA) | 103è        |
| 45          | Cyril Lemoine (FRA)      | 125è        |
| 46          | Fabio Sabatini (ITA)     | 111è        |
| 47          | Kenneth Vanbilsen (BEL)  | 117è        |

| Groupama-FDJ GFC | Groupama-FDJ GFC            | Groupama-FDJ GFC |
| ---------------- | --------------------------- | ---------------- |
| Núm              | Ciclista                    | Pos              |
| 51               | Thibaut Pinot (FRA)         | 4t               |
| 52               | Bruno Armirail (FRA)        | 40è              |
| 53               | Antoine Duchesne (CAN)      | 95è              |
| 54               | Mathieu Ladagnous (FRA)     | 58è              |
| 55               | Tobias Ludvigsson (SWE)     | 74è              |
| 56               | Valentin Madouas (FRA)      | 14è              |
| 57               | Sébastien Reichenbach (SUI) | 10è              |

| Astana AST | Astana AST                      | Astana AST |
| ---------- | ------------------------------- | ---------- |
| Núm        | Ciclista                        | Pos        |
| 61         | Miguel Ángel López Moreno (COL) | 26è        |
| 62         | Hernando Bohórquez (COL)        | 39è        |
| 63         | Omar Fraile Matarranz (ESP)     | 41è        |
| 64         | Merhawi Kudus (ERI)             | 17è        |
| 65         | Aleksandr Vlàssov (RUS)         | 3r         |
| 66         | Luis León Sánchez Gil (ESP)     | 30è        |
| 67         | Harold Tejada (COL)             | 45è        |

| Arkéa-Samsic ARK | Arkéa-Samsic ARK         | Arkéa-Samsic ARK |
| ---------------- | ------------------------ | ---------------- |
| Núm              | Ciclista                 | Pos              |
| 71               | Warren Barguil (FRA)     | 7è               |
| 72               | Maxime Bouet (FRA)       | 32è              |
| 73               | Thibault Guernalec (FRA) | 115è             |
| 74               | Kévin Ledanois (FRA)     | 38è              |
| 75               | Connor Swift (GBR)       | 44è              |
| 76               | Alan Riou (FRA)          | 100è             |
| 77               | Bram Welten (NED)        | 105è             |

| Total Direct Énergie TDE | Total Direct Énergie TDE | Total Direct Énergie TDE |
| ------------------------ | ------------------------ | ------------------------ |
| Núm                      | Ciclista                 | Pos                      |
| 81                       | Lilian Calmejane (FRA)   | 69è                      |
| 82                       | Niccolò Bonifazio (ITA)  | 96è                      |
| 83                       | Jérémy Cabot (FRA)       | 107è                     |
| 84                       | Adrien Petit (FRA)       | DNF-4                    |
| 85                       | Julien Simon (FRA)       | NP-2                     |
| 86                       | Geoffrey Soupe (FRA)     | 94è                      |
| 87                       | Anthony Turgis (FRA)     | 99è                      |

| Saint Michel-Auber 93 AUB | Saint Michel-Auber 93 AUB | Saint Michel-Auber 93 AUB |
| ------------------------- | ------------------------- | ------------------------- |
| Núm                       | Ciclista                  | Pos                       |
| 91                        | Adrien Guillonnet (FRA)   | 22è                       |
| 92                        | Flavien Maurelet (FRA)    | 91è                       |
| 93                        | Yoann Paillot (FRA)       | 85è                       |
| 94                        | Morne van Niekerk (RSA)   | 129è                      |
| 95                        | Tony Hurel (FRA)          | 109è                      |
| 96                        | Louis Louvet (FRA)        | 104è                      |
| 97                        | Anthony Maldonado (FRA)   | 89è                       |

| Circus-Wanty Gobert CWG | Circus-Wanty Gobert CWG    | Circus-Wanty Gobert CWG |
| ----------------------- | -------------------------- | ----------------------- |
| Núm                     | Ciclista                   | Pos                     |
| 101                     | Jeremy Bellicaud (FRA)     | 76è                     |
| 102                     | Aimé De Gendt (BEL)        | 90è                     |
| 103                     | Odd Christian Eiking (NOR) | 29è                     |
| 104                     | Alexander Evans (AUS)      | 97è                     |
| 105                     | Andrea Pasqualon (ITA)     | 64è                     |
| 106                     | Simone Petilli (ITA)       | 16è                     |
| 107                     | Théo Delacroix (FRA)       | 112è                    |

| Bike Aid BAI | Bike Aid BAI               | Bike Aid BAI |
| ------------ | -------------------------- | ------------ |
| Núm          | Ciclista                   | Pos          |
| 111          | Nikodemus Holler (GER)     | 118è         |
| 112          | Adne van Engelen (NED)     | 68è          |
| 113          | Lucas Carstensen (GER)     |              |
| 114          | Matthias Schnapka (GER)    | DNF-1        |
| 115          | Jesse de Rooij (NED)       | DNF-3        |
| 116          | Erik Bergstrom Frisk (SWE) | 51è          |
| 117          | Frederik Dombrowski (GER)  | 81è          |

| Caja Rural-Seguros RGA CJR | Caja Rural-Seguros RGA CJR   | Caja Rural-Seguros RGA CJR |
| -------------------------- | ---------------------------- | -------------------------- |
| Núm                        | Ciclista                     | Pos                        |
| 121                        | Jhojan García (COL)          | 15è                        |
| 122                        | Aritz Bagües (ESP)           | 75è                        |
| 123                        | Julen Amézqueta Moreno (ESP) | 18è                        |
| 124                        | Álvaro Cuadros (ESP)         | 28è                        |
| 125                        | Matteo Malucelli (ITA)       | 82è                        |
| 126                        | David González López (ESP)   | 66è                        |
| 127                        | Héctor Sáez Benito (ESP)     | DNF-4                      |

| Natura4Ever-Roubaix Lille Métropole NRL | Natura4Ever-Roubaix Lille Métropole NRL | Natura4Ever-Roubaix Lille Métropole NRL |
| --------------------------------------- | --------------------------------------- | --------------------------------------- |
| Núm                                     | Ciclista                                | Pos                                     |
| 131                                     | Julien Antomarchi (FRA)                 |                                         |
| 132                                     | Thibault Ferasse (FRA)                  | 33è                                     |
| 133                                     | Pierre Idjouadiène (FRA)                | DNF-4                                   |
| 134                                     | Samuel Leroux (FRA)                     | 114è                                    |
| 135                                     | Mathias De Witte (BEL)                  | 34è                                     |
| 136                                     | Emiel Vermeulen (BEL)                   | 128è                                    |
| 137                                     | Jordan Levasseur (FRA)                  | DNF-1                                   |

| Euskaltel-Euskadi EUS | Euskaltel-Euskadi EUS          | Euskaltel-Euskadi EUS |
| --------------------- | ------------------------------ | --------------------- |
| Núm                   | Ciclista                       | Pos                   |
| 141                   | Antonio Angulo (ESP)           | 86è                   |
| 142                   | Unai Cuadrado (ESP)            | 80è                   |
| 143                   | Dmitri Jigunov (BLR)           | 121è                  |
| 144                   | Ibai Azurmendi (ESP)           | 93è                   |
| 145                   | Mikel Iturria Segurola (ESP)   | 25è                   |
| 146                   | Joan Bou (ESP)                 | DNF-4                 |
| 147                   | Garikoitz Bravo Oiarbide (ESP) | 63è                   |

| Nippo-Delko One Provence NDP | Nippo-Delko One Provence NDP | Nippo-Delko One Provence NDP |
| ---------------------------- | ---------------------------- | ---------------------------- |
| Núm                          | Ciclista                     | Pos                          |
| 151                          | Eduard-Michael Grosu (ROU)   | DNF-1                        |
| 152                          | Evaldas Šiškevičius (LTU)    | 116è                         |
| 153                          | Fumiyuki Beppu (JPN)         | DNF-3                        |
| 154                          | José Gonçalves Maciel (POR)  | 53è                          |
| 155                          | Rémy Rochas (FRA)            | 11è                          |
| 156                          | Julien Trarieux (FRA)        | 98è                          |
| 157                          | Romain Combaud (FRA)         | 35è                          |

| Bahrain McLaren TBM | Bahrain McLaren TBM             | Bahrain McLaren TBM |
| ------------------- | ------------------------------- | ------------------- |
| Núm                 | Ciclista                        | Pos                 |
| 161                 | Enrico Battaglin (ITA)          | 65è                 |
| 162                 | Santiago Buitrago Sánchez (COL) | DNF-3               |
| 163                 | Sonny Colbrelli (ITA)           | 72è                 |
| 164                 | Scott Davies (GBR)              | 42è                 |
| 165                 | Kevin Inkelaar (NED)            | 36è                 |
| 166                 | Hermann Pernsteiner (AUT)       | 19è                 |
| 167                 | Rafael Valls Ferri (ESP)        | 9è                  |

| Trek-Segafredo TFS | Trek-Segafredo TFS    | Trek-Segafredo TFS |
| ------------------ | --------------------- | ------------------ |
| Núm                | Ciclista              | Pos                |
| 171                | Richie Porte (AUS)    | 6è                 |
| 172                | Julien Bernard (FRA)  | 46è                |
| 173                | William Clarke (AUS)  | 102è               |
| 174                | Niklas Eg (DEN)       | 21è                |
| 175                | Kenny Elissonde (FRA) | 13è                |
| 176                | Bauke Mollema (NED)   | 5è                 |
| 177                | Michel Ries (LUX)     | 31è                |

| CCC Team CCC | CCC Team CCC                   | CCC Team CCC |
| ------------ | ------------------------------ | ------------ |
| Núm          | Ciclista                       | Pos          |
| 181          | Josef Černý (CZE)              | 55è          |
| 182          | Michał Paluta (POL) (ruta)     | 87è          |
| 183          | Joey Rosskopf (USA)            | 50è          |
| 184          | Guillaume Van Keirsbulck (BEL) | 127è         |
| 185          | Fausto Masnada (ITA)           | 23è          |
| 186          | Łukasz Wiśniowski (POL)        | 108è         |
| 187          | Georg Zimmermann (GER)         | 56è          |

| Riwal Readynez RIW | Riwal Readynez RIW         | Riwal Readynez RIW |
| ------------------ | -------------------------- | ------------------ |
| Núm                | Ciclista                   | Pos                |
| 191                | August Jensen (NOR)        | DNF-2              |
| 192                | Christoffer Lisson (DEN)   | 110è               |
| 193                | Nick van der Lijke (NED)   | 71è                |
| 194                | Andreas Kron (DEN)         | DNF-3              |
| 195                | Emil Nygaard Vinjebo (DEN) | 77è                |
| 196                | Piotr Havik (NED)          | 92è                |
| 197                | Arvid de Kleijn (NED)      | 119è               |

| Equipo Kern Pharma EKP | Equipo Kern Pharma EKP     | Equipo Kern Pharma EKP |
| ---------------------- | -------------------------- | ---------------------- |
| Núm                    | Ciclista                   | Pos                    |
| 201                    | Iván Moreno (ESP)          | 59è                    |
| 202                    | Martí Márquez (ESP)        | 49è                    |
| 203                    | José Félix Parra (ESP)     | 48è                    |
| 204                    | Martín Bouzas (ESP)        | DNF-4                  |
| 205                    | Ibon Ruiz (ESP)            | 67è                    |
| 206                    | Sergio Araiz (ESP)         | 120è                   |
| 207                    | Jordi López Caravaca (ESP) | 70è                    |

| Team Ineos INS | Team Ineos INS                     | Team Ineos INS |
| -------------- | ---------------------------------- | -------------- |
| Núm            | Ciclista                           | Pos            |
| 1              | Egan Bernal Gómez (COL)            | 1r             |
| 2              | Christopher Froome (GBR)           | 37è            |
| 3              | Andrey Amador Bikkazakova (CRC)    | 61è            |
| 4              | Jonathan Castroviejo Nicolás (ESP) | 54è            |
| 5              | Tao Geoghegan Hart (GBR)           | 52è            |
| 6              | Pàvel Sivakov (RUS)                | 2n             |
| 7              | Dylan van Baarle (NED)             | 73è            |

| AG2R La Mondiale ALM | AG2R La Mondiale ALM    | AG2R La Mondiale ALM |
| -------------------- | ----------------------- | -------------------- |
| Núm                  | Ciclista                | Pos                  |
| 11                   | Romain Bardet (FRA)     | 8è                   |
| 12                   | Benoît Cosnefroy (FRA)  | 57è                  |
| 13                   | Mikaël Cherel (FRA)     | 27è                  |
| 14                   | Tony Gallopin (FRA)     | 24è                  |
| 15                   | Pierre Latour (FRA)     | 47è                  |
| 16                   | Clément Venturini (FRA) | 62è                  |
| 17                   | Alexis Vuillermoz (FRA) | 12è                  |

| Bardiani CSF Faizanè BCF | Bardiani CSF Faizanè BCF | Bardiani CSF Faizanè BCF |
| ------------------------ | ------------------------ | ------------------------ |
| Núm                      | Ciclista                 | Pos                      |
| 21                       | Giovanni Carboni (ITA)   | 20è                      |
| 22                       | Marco Benfatto (ITA)     | DNF-3                    |
| 23                       | Giovanni Lonardi (ITA)   | 122è                     |
| 24                       | Alessandro Monaco (ITA)  | DNF-4                    |
| 25                       | Umberto Orsini (ITA)     | 88è                      |
| 26                       | Manuel Senni (ITA)       | 60è                      |
| 27                       | Filippo Zana (ITA)       | 78è                      |

| B&B Hotels-Vital Concept p/b KTM BVC | B&B Hotels-Vital Concept p/b KTM BVC | B&B Hotels-Vital Concept p/b KTM BVC |
| ------------------------------------ | ------------------------------------ | ------------------------------------ |
| Núm                                  | Ciclista                             | Pos                                  |
| 31                                   | Bryan Coquard (FRA)                  | 43è                                  |
| 32                                   | Frederik Backaert (BEL)              | 83è                                  |
| 33                                   | Cyril Barthe (FRA)                   | 79è                                  |
| 34                                   | Maxime Cam (FRA)                     | 126è                                 |
| 35                                   | Jens Debusschere (BEL)               | 82è                                  |
| 36                                   | Julien Morice (FRA)                  | 123è                                 |
| 37                                   | Kévin Réza (FRA)                     | 113è                                 |

| Cofidis COF | Cofidis COF              | Cofidis COF |
| ----------- | ------------------------ | ----------- |
| Núm         | Ciclista                 | Pos         |
| 41          | Elia Viviani (ITA)       |             |
| 42          | Simone Consonni (ITA)    | 101è        |
| 43          | Marco Mathis (GER)       | 124è        |
| 44          | Christophe Laporte (FRA) | 103è        |
| 45          | Cyril Lemoine (FRA)      | 125è        |
| 46          | Fabio Sabatini (ITA)     | 111è        |
| 47          | Kenneth Vanbilsen (BEL)  | 117è        |

| Groupama-FDJ GFC | Groupama-FDJ GFC            | Groupama-FDJ GFC |
| ---------------- | --------------------------- | ---------------- |
| Núm              | Ciclista                    | Pos              |
| 51               | Thibaut Pinot (FRA)         | 4t               |
| 52               | Bruno Armirail (FRA)        | 40è              |
| 53               | Antoine Duchesne (CAN)      | 95è              |
| 54               | Mathieu Ladagnous (FRA)     | 58è              |
| 55               | Tobias Ludvigsson (SWE)     | 74è              |
| 56               | Valentin Madouas (FRA)      | 14è              |
| 57               | Sébastien Reichenbach (SUI) | 10è              |

| Astana AST | Astana AST                      | Astana AST |
| ---------- | ------------------------------- | ---------- |
| Núm        | Ciclista                        | Pos        |
| 61         | Miguel Ángel López Moreno (COL) | 26è        |
| 62         | Hernando Bohórquez (COL)        | 39è        |
| 63         | Omar Fraile Matarranz (ESP)     | 41è        |
| 64         | Merhawi Kudus (ERI)             | 17è        |
| 65         | Aleksandr Vlàssov (RUS)         | 3r         |
| 66         | Luis León Sánchez Gil (ESP)     | 30è        |
| 67         | Harold Tejada (COL)             | 45è        |

| Arkéa-Samsic ARK | Arkéa-Samsic ARK         | Arkéa-Samsic ARK |
| ---------------- | ------------------------ | ---------------- |
| Núm              | Ciclista                 | Pos              |
| 71               | Warren Barguil (FRA)     | 7è               |
| 72               | Maxime Bouet (FRA)       | 32è              |
| 73               | Thibault Guernalec (FRA) | 115è             |
| 74               | Kévin Ledanois (FRA)     | 38è              |
| 75               | Connor Swift (GBR)       | 44è              |
| 76               | Alan Riou (FRA)          | 100è             |
| 77               | Bram Welten (NED)        | 105è             |

| Total Direct Énergie TDE | Total Direct Énergie TDE | Total Direct Énergie TDE |
| ------------------------ | ------------------------ | ------------------------ |
| Núm                      | Ciclista                 | Pos                      |
| 81                       | Lilian Calmejane (FRA)   | 69è                      |
| 82                       | Niccolò Bonifazio (ITA)  | 96è                      |
| 83                       | Jérémy Cabot (FRA)       | 107è                     |
| 84                       | Adrien Petit (FRA)       | DNF-4                    |
| 85                       | Julien Simon (FRA)       | NP-2                     |
| 86                       | Geoffrey Soupe (FRA)     | 94è                      |
| 87                       | Anthony Turgis (FRA)     | 99è                      |

| Saint Michel-Auber 93 AUB | Saint Michel-Auber 93 AUB | Saint Michel-Auber 93 AUB |
| ------------------------- | ------------------------- | ------------------------- |
| Núm                       | Ciclista                  | Pos                       |
| 91                        | Adrien Guillonnet (FRA)   | 22è                       |
| 92                        | Flavien Maurelet (FRA)    | 91è                       |
| 93                        | Yoann Paillot (FRA)       | 85è                       |
| 94                        | Morne van Niekerk (RSA)   | 129è                      |
| 95                        | Tony Hurel (FRA)          | 109è                      |
| 96                        | Louis Louvet (FRA)        | 104è                      |
| 97                        | Anthony Maldonado (FRA)   | 89è                       |

| Circus-Wanty Gobert CWG | Circus-Wanty Gobert CWG    | Circus-Wanty Gobert CWG |
| ----------------------- | -------------------------- | ----------------------- |
| Núm                     | Ciclista                   | Pos                     |
| 101                     | Jeremy Bellicaud (FRA)     | 76è                     |
| 102                     | Aimé De Gendt (BEL)        | 90è                     |
| 103                     | Odd Christian Eiking (NOR) | 29è                     |
| 104                     | Alexander Evans (AUS)      | 97è                     |
| 105                     | Andrea Pasqualon (ITA)     | 64è                     |
| 106                     | Simone Petilli (ITA)       | 16è                     |
| 107                     | Théo Delacroix (FRA)       | 112è                    |

| Bike Aid BAI | Bike Aid BAI               | Bike Aid BAI |
| ------------ | -------------------------- | ------------ |
| Núm          | Ciclista                   | Pos          |
| 111          | Nikodemus Holler (GER)     | 118è         |
| 112          | Adne van Engelen (NED)     | 68è          |
| 113          | Lucas Carstensen (GER)     |              |
| 114          | Matthias Schnapka (GER)    | DNF-1        |
| 115          | Jesse de Rooij (NED)       | DNF-3        |
| 116          | Erik Bergstrom Frisk (SWE) | 51è          |
| 117          | Frederik Dombrowski (GER)  | 81è          |

| Caja Rural-Seguros RGA CJR | Caja Rural-Seguros RGA CJR   | Caja Rural-Seguros RGA CJR |
| -------------------------- | ---------------------------- | -------------------------- |
| Núm                        | Ciclista                     | Pos                        |
| 121                        | Jhojan García (COL)          | 15è                        |
| 122                        | Aritz Bagües (ESP)           | 75è                        |
| 123                        | Julen Amézqueta Moreno (ESP) | 18è                        |
| 124                        | Álvaro Cuadros (ESP)         | 28è                        |
| 125                        | Matteo Malucelli (ITA)       | 82è                        |
| 126                        | David González López (ESP)   | 66è                        |
| 127                        | Héctor Sáez Benito (ESP)     | DNF-4                      |

| Natura4Ever-Roubaix Lille Métropole NRL | Natura4Ever-Roubaix Lille Métropole NRL | Natura4Ever-Roubaix Lille Métropole NRL |
| --------------------------------------- | --------------------------------------- | --------------------------------------- |
| Núm                                     | Ciclista                                | Pos                                     |
| 131                                     | Julien Antomarchi (FRA)                 |                                         |
| 132                                     | Thibault Ferasse (FRA)                  | 33è                                     |
| 133                                     | Pierre Idjouadiène (FRA)                | DNF-4                                   |
| 134                                     | Samuel Leroux (FRA)                     | 114è                                    |
| 135                                     | Mathias De Witte (BEL)                  | 34è                                     |
| 136                                     | Emiel Vermeulen (BEL)                   | 128è                                    |
| 137                                     | Jordan Levasseur (FRA)                  | DNF-1                                   |

| Euskaltel-Euskadi EUS | Euskaltel-Euskadi EUS          | Euskaltel-Euskadi EUS |
| --------------------- | ------------------------------ | --------------------- |
| Núm                   | Ciclista                       | Pos                   |
| 141                   | Antonio Angulo (ESP)           | 86è                   |
| 142                   | Unai Cuadrado (ESP)            | 80è                   |
| 143                   | Dmitri Jigunov (BLR)           | 121è                  |
| 144                   | Ibai Azurmendi (ESP)           | 93è                   |
| 145                   | Mikel Iturria Segurola (ESP)   | 25è                   |
| 146                   | Joan Bou (ESP)                 | DNF-4                 |
| 147                   | Garikoitz Bravo Oiarbide (ESP) | 63è                   |

| Nippo-Delko One Provence NDP | Nippo-Delko One Provence NDP | Nippo-Delko One Provence NDP |
| ---------------------------- | ---------------------------- | ---------------------------- |
| Núm                          | Ciclista                     | Pos                          |
| 151                          | Eduard-Michael Grosu (ROU)   | DNF-1                        |
| 152                          | Evaldas Šiškevičius (LTU)    | 116è                         |
| 153                          | Fumiyuki Beppu (JPN)         | DNF-3                        |
| 154                          | José Gonçalves Maciel (POR)  | 53è                          |
| 155                          | Rémy Rochas (FRA)            | 11è                          |
| 156                          | Julien Trarieux (FRA)        | 98è                          |
| 157                          | Romain Combaud (FRA)         | 35è                          |

| Bahrain McLaren TBM | Bahrain McLaren TBM             | Bahrain McLaren TBM |
| ------------------- | ------------------------------- | ------------------- |
| Núm                 | Ciclista                        | Pos                 |
| 161                 | Enrico Battaglin (ITA)          | 65è                 |
| 162                 | Santiago Buitrago Sánchez (COL) | DNF-3               |
| 163                 | Sonny Colbrelli (ITA)           | 72è                 |
| 164                 | Scott Davies (GBR)              | 42è                 |
| 165                 | Kevin Inkelaar (NED)            | 36è                 |
| 166                 | Hermann Pernsteiner (AUT)       | 19è                 |
| 167                 | Rafael Valls Ferri (ESP)        | 9è                  |

| Trek-Segafredo TFS | Trek-Segafredo TFS    | Trek-Segafredo TFS |
| ------------------ | --------------------- | ------------------ |
| Núm                | Ciclista              | Pos                |
| 171                | Richie Porte (AUS)    | 6è                 |
| 172                | Julien Bernard (FRA)  | 46è                |
| 173                | William Clarke (AUS)  | 102è               |
| 174                | Niklas Eg (DEN)       | 21è                |
| 175                | Kenny Elissonde (FRA) | 13è                |
| 176                | Bauke Mollema (NED)   | 5è                 |
| 177                | Michel Ries (LUX)     | 31è                |

| CCC Team CCC | CCC Team CCC                   | CCC Team CCC |
| ------------ | ------------------------------ | ------------ |
| Núm          | Ciclista                       | Pos          |
| 181          | Josef Černý (CZE)              | 55è          |
| 182          | Michał Paluta (POL) (ruta)     | 87è          |
| 183          | Joey Rosskopf (USA)            | 50è          |
| 184          | Guillaume Van Keirsbulck (BEL) | 127è         |
| 185          | Fausto Masnada (ITA)           | 23è          |
| 186          | Łukasz Wiśniowski (POL)        | 108è         |
| 187          | Georg Zimmermann (GER)         | 56è          |

| Riwal Readynez RIW | Riwal Readynez RIW         | Riwal Readynez RIW |
| ------------------ | -------------------------- | ------------------ |
| Núm                | Ciclista                   | Pos                |
| 191                | August Jensen (NOR)        | DNF-2              |
| 192                | Christoffer Lisson (DEN)   | 110è               |
| 193                | Nick van der Lijke (NED)   | 71è                |
| 194                | Andreas Kron (DEN)         | DNF-3              |
| 195                | Emil Nygaard Vinjebo (DEN) | 77è                |
| 196                | Piotr Havik (NED)          | 92è                |
| 197                | Arvid de Kleijn (NED)      | 119è               |

| Equipo Kern Pharma EKP | Equipo Kern Pharma EKP     | Equipo Kern Pharma EKP |
| ---------------------- | -------------------------- | ---------------------- |
| Núm                    | Ciclista                   | Pos                    |
| 201                    | Iván Moreno (ESP)          | 59è                    |
| 202                    | Martí Márquez (ESP)        | 49è                    |
| 203                    | José Félix Parra (ESP)     | 48è                    |
| 204                    | Martín Bouzas (ESP)        | DNF-4                  |
| 205                    | Ibon Ruiz (ESP)            | 67è                    |
| 206                    | Sergio Araiz (ESP)         | 120è                   |
| 207                    | Jordi López Caravaca (ESP) | 70è                    |